# Martin Kobau
Martin Kobau (Villach, 11 de noviembre de 1972) es un deportista austríaco que compitió en remo. Ganó una medalla de oro en el Campeonato Mundial de Remo de 2001, en la prueba de cuatro sin timonel ligero.

## Palmarés internacional
| Campeonato Mundial | Campeonato Mundial | Campeonato Mundial | Campeonato Mundial        |
| Año                | Lugar              | Medalla            | Prueba                    |
| ------------------ | ------------------ | ------------------ | ------------------------- |
| 2001               | Lucerna (Suiza)    | Medalla de oro     | Cuatro sin timonel ligero |